# El Soler (Sant Hilari Sacalm)
El Soler és una masia de Sant Hilari Sacalm del segle xvii propietat de Tomàs Cendra.

## Arquitectura
La casa té dues plantes, golfes i uns baixos semisoterranis. Va ser reformat per Rafael Masó i Valentí entre 1906 i 1910 creant un pati interior cobert amb una torre-lluernari que sobresurt per damunt de les cobertes. Aquest pati és el nou vestíbul de la casa i en centralitza tots els espais.
Les obres es van dur a terme en dues fases, la primera entre 1906 i 1907. Durant aquest període es va reformar el menjador i es van fer els mobles. En el segon període, entre 1909 i 1910, Rafael Masó i Valentí elabora el projecte definitiu i la reforma afecta el conjunt del mas. Els mobles del menjador els va realitzar a Girona l'ebenista Miquel Pratmans. Els elements ceràmics del menjador havien sortit de la casa Pujol de Barcelona. En canvi, els materials de la segona fase (revestiments del vestíbul i baranes amb balustrades) els van realitzar, a la Bisbal, els germans Coromina i, a Olot, Antoni Serra.
Des de la reforma de Masó, l'edifici s'ha conservat en molt bon estat i amb prou feines ha patit modificacions com la desaparició del revestiment ceràmic del primer pis del vestíbul.

## Història
El mas apareix ja documentat l'any 1199 tot i que l'edifici actual s'inicià el 1728. El Soler fou l'hospital de sang dels carlins.
Entre 1906 i 1910 l'arquitecte Rafel Masó porta a terme una reforma, essencialment a l'interior, redistribuint tots els pisos i introduint un pati interior amb claraboia. Masó també porta dissenyà el projecte d'interiorisme.